# Sent Marçau de Vivairòus
Sent Marçau de Vivairòus (en francès Saint-Martial-Viveyrol) és un municipi francès situat al departament de la Dordonya i a la regió de la Nova Aquitània.

## Demografia
| 1962                                       | 1968 | 1975 | 1982 | 1990 | 1999 | 2007 |
| ------------------------------------------ | ---- | ---- | ---- | ---- | ---- | ---- |
| 339                                        | 318  | 264  | 271  | 267  | 235  | 229  |
| Des de 1962: població sense dobles comptes |      |      |      |      |      |      |

## Administració
| Període   | Identitat       | Partit |
| --------- | --------------- | ------ |
| 1983-1995 | Marc Étourneaud |        |
| 1995-2001 | Michele Robert  |        |
| 2001-     | André Martin    | UMP    |